# 十二イマーム・シーア派四大法学伝承集
十二イマーム・シーア派四大法学伝承集（じゅうにイマーム・シーアはよんだいほうがくでんしょうしゅう, アラビア語: الْكُتُب ٱلْأَرْبَعَة, ラテン文字転写: al-Kutub al-Arbaʿa, 別名: al-Uṣūl al-Arbaʿa）は、十二イマーム・シーア派が参照する預言者伝承集のうち、以下の四書を指す総称である。
| 書名                      | 編纂者                 | 収録数 |
| ------------------------- | ---------------------- | ------ |
| Kitāb al-Kāfī             | クライニー             | 16,199 |
| Man Lā Yaḥḍuruhu al-Faqīh | イブン・バーブーヤ     | 9 044  |
| Tahdhib al-Ahkam          | シャイフ・トゥースィー | 13 590 |
| Al-Istibsar               | シャイフ・トゥースィー | 5,511  |

十二イマーム・シーア派の四大法学伝承集はシャリーアの根拠として参照される。スンナ派が六大法学伝承集をその法学の根拠として参照することと、対を成している。シーア派は、スンナ派のハディースはアブー・バクル、ウマル、ウスマーン、アリーの立場に立つものであり、アリーただ一人の立場に立つものではない、また、それらハディースの多くがアフルル・バイトに敵対した者により伝えられているから、信用できないと考える:28-31。アフルル・バイトに敵対した者には、たとえば、ラクダの戦いでアリーと敵対したアーイシャ・ビント・アビー・バクル、スィッフィーンの戦いで同様にアリーと敵対し、カルバラーの戦いでフサインを殺させたムアーウィヤ・イブン・アビー・スフヤーンが含まれる。シーア派により信用される伝承者は、歴代イマームやファーティマ・ザフラーである:174。

## 編纂の背景
四書のうち執筆された時期が最も古いのはムハンマド・イブン・ヤアクーブ・クライニー（940年ごろ歿）の Kitāb al-Kāfī である。クライニーはライイ近くの村で生まれてコムで学び、バグダードで活動したシーア派の学者である。彼はこれの執筆に20年を費やし、バグダードで完成させた。クライニーは序文で本書が信仰者にとって知識と理解に基づいた宗教的努力の一助になりうると述べている。
次に古いのがアブー・ジャアファル・ムハンマド・イブン・バーブーヤ・クンミー（991年歿）の Man Lā Yaḥḍuruhu al-Faqīh である。イブン・バーブーヤはコムで生まれライイで亡くなったブワイフ朝期の学者である。ペルシア、イラクからマーワラーアンナフルまでほうぼうを旅して活動し、 Man Lā Yaḥḍuruhu al-Faqīh はバルフで執筆した。本書はバルフの有力者にアブー・バクル・ラーズィーの Man Lā Yaḥḍuruhu al-Ṭabīb という書物の概要を書いてほしいと要望され書いたものである。
一般的に、これら四書は、スンナ派六大法学伝承集に対抗するため、あるいはより詳しくは、9-10世紀に台頭しつつあったスンナ派伝統神学派の提示する「伝統」とは異なるシーア派の「伝統」を示すことを動機として、10世紀に編纂され始めたと考えられている。しかし、20世紀後半以後の研究では、それだけではない編纂動機もあることがわかってきた。クライニー、イブン・バーブーヤが活動していた時代は十二イマーム派の教義は完成していない。彼らの立場は十二イマーム派というより「イマーム派」である。クライニーがハディース収集の旅の末に住んだバグダードでは、バヌー・フラート家やバヌー・ナウバフト家が権力を持っていた。彼らにはイマーム失踪後のイマーム派コミュニティをアッバース家中心にヒエラルキー構造化しようとしていた。特にナウバフト家は理性主義的なムウタズィラ派を奉じており、クライニーはこのようなイマーム派内の思想状況に対抗して、教義と実践の両面におけるイマームの権威を強調する必要に駆られて、法学伝承集（ハディース集）を編纂した可能性がある。イブン・バーブーヤもイマーム派内の極端派（グラート）思想からムウタズィラ派の理性主義までの中間に位置して、イマームの伝統こそが人生と行動の十分な基盤であると考えた。